# 2001-es salakmotor-világbajnokság
2001-es salakmotor-világbajnokság a Speedway Grand Prix éra 7., összességében pedig a széria 56. szezonja volt. Az idény május 5-én kezdődött Németországban az F. L. Jahn Stadionban és Svédországban végződött a Stockholms Stadionban szeptember 29-én.
Tony Rickardsson szerezte meg a bajnoki címet, Jason Crumpal és Tomasz Gollobal szemben. A címvédő Mark Loram volt, aki a kilencedik pozícióban fejezte be a szezont.

## Versenyzők
A szezon során összesen 22 állandó versenyző vett részt a versenyeken. A résztvevők a következőképpen tevődtek össze:
- A 2000-es szezon első tíz helyezettje automatikusan helyet kapott a mezőnyben.[4]
- Az idény előtt megrendezett Grand Prix Challenge tíz leggyorsabb versenyzője, valamint az Intercontinental Final és a Continental Final győztese kvalifikálhatott a mezőnybe.
- A mezőnyt továbbá szabadkártyás és helyettesítő résztvevők egészítették ki.[5]

| #                        | Motorversenyző       | Továbbjutás        | Fordulók           |
| Állandó résztvevők       | Állandó résztvevők   | Állandó résztvevők | Állandó résztvevők |
| ------------------------ | -------------------- | ------------------ | ------------------ |
| 1                        | Mark Loram           | automatikus        | összes             |
| 2                        | Billy Hamill         | automatikus        | összes             |
| 3                        | Tony Rickardsson     | automatikus        | összes             |
| 4                        | Jason Crump          | automatikus        | összes             |
| 5                        | Greg Hancock         | automatikus        | összes             |
| 6                        | Leigh Adams          | automatikus        | összes             |
| 7                        | Tomasz Gollob        | automatikus        | összes             |
| 8                        | Todd Wiltshire       | automatikus        | összes             |
| 9                        | Ryan Sullivan        | automatikus        | összes             |
| 10                       | Chris Louis          | automatikus        | 1–2, 4, 6          |
| 11                       | Peter Karlsson       | kvalifikáció       | 1, 3–6             |
| 12                       | Carl Stonehewer      | kvalifikáció       | összes             |
| 13                       | Nicki Pedersen       | kvalifikáció       | összes             |
| 14                       | Rune Holta           | kvalifikáció       | összes             |
| 15                       | Mikael Karlsson      | kvalifikáció       | összes             |
| 16                       | Piotr Protasiewicz   | kvalifikáció       | összes             |
| 17                       | Jimmy Nilsen         | kvalifikáció       | 1–3                |
| 19                       | Brian Andersen       | kvalifikáció       | összes             |
| 20                       | Andy Smith           | kvalifikáció       | összes             |
| 21                       | Niklas Klingberg     | kvalifikáció       | összes             |
| 22                       | Matej Ferjan         | kvalifikáció       | összes             |
| 25                       | Henrik Gustafsson[a] | helyettesítés      | összes             |
| Szabadkártyás résztvevők |                      |                    |                    |
| 23                       | Robert Barth         |                    | 1                  |
| 23                       | Martin Dugard        |                    | 2                  |
| 23                       | Hans Clausen         |                    | 3                  |
| 23                       | Antonín Kasper, Jr.  |                    | 4                  |
| 23                       | Krzysztof Cegielski  |                    | 5                  |
| 23                       | Stefan Andersson     |                    | 6                  |
| 24                       | Mirko Wolter         |                    | 1                  |
| 24                       | Scott Nicholls       |                    | 2                  |
| 24                       | Jesper B. Jensen     |                    | 3                  |
| 24                       | Bohumil Brhel        |                    | 4                  |
| 24                       | Jarosław Hampel      |                    | 5                  |
| 24                       | Andreas Jonsson      |                    | 6                  |
| Helyettesítő résztvevők  |                      |                    |                    |
| 26                       | Grzegorz Walasek     |                    | 2–5                |
| 27                       | Antonín Kasper, Jr.  |                    | 5–6                |

Megjegyzések:
- Csak azok a helyettesítők szerepelnek a listán, akik legalább egy versenyen részt vettek a szezon során.
- ↑ a:  Eredetileg  Joe Screen kvalifikálás útján jutott be a mezőnybe, azonban egy sérülés következtében nem tudott részt venni a versenyeken, így Henrik Gustafsson helyettesítette.

## Versenynaptár és eredmények
| Forduló | Dátum          | Helyszín           | Győztes          | Második           | Harmadik        | Negyedik         | Listavezető      | Előny |
| ------- | -------------- | ------------------ | ---------------- | ----------------- | --------------- | ---------------- | ---------------- | ----- |
| 1       | május 5.       | F. L. Jahn Stadion | Tomasz Gollob    | Henrik Gustafsson | Nicki Pedersen  | Tony Rickardsson | Tomasz Gollob    | 5     |
| 2       | június 9.      | Millennium Stadion | Tony Rickardsson | Jason Crump       | Tomasz Gollob   | Niklas Klingberg | Tomasz Gollob    | 2     |
| 3       | július 28.     | Speedway Center    | Tony Rickardsson | Jason Crump       | Leigh Adams     | Tomasz Gollob    | Tony Rickardsson | 7     |
| 4       | augusztus 18.  | Marketa Stadion    | Billy Hamill     | Tony Rickardsson  | Jason Crump     | Tomasz Gollob    | Tony Rickardsson | 23    |
| 5       | szeptember 8.  | Polonia Stadion    | Jason Crump      | Tony Rickardsson  | Mikael Karlsson | Billy Hamill     | Tony Rickardsson | 18    |
| 6       | szeptember 29. | Stockholms Stadion | Jason Crump      | Mikael Karlsson   | Ryan Sullivan   | Mark Loram       | Tony Rickardsson | 8     |

### Végeredmény
| Pozíció | Versenyző           | GER | GBR | DEN | CZE | POL | SWE | Pont |
| ------- | ------------------- | --- | --- | --- | --- | --- | --- | ---- |
|         | Tony Rickardsson    | 16  | 25  | 25  | 20  | 20  | 15  | 121  |
|         | Jason Crump         | 5   | 20  | 20  | 18  | 25  | 25  | 113  |
|         | Tomasz Gollob       | 25  | 18  | 16  | 16  | 8   | 6   | 89   |
| 4.      | Ryan Sullivan       | 10  | 15  | 8   | 15  | 14  | 18  | 80   |
| 5.      | Leigh Adams         | 12  | 8   | 18  | 10  | 7   | 14  | 69   |
| 6.      | Billy Hamill        | 5   | 3   | 4   | 25  | 16  | 8   | 61   |
| 7.      | Mikael Karlsson     | 2   | 2   | 12  | 5   | 18  | 20  | 59   |
| 8.      | Todd Wiltshire      | 14  | 14  | 14  | 6   | 3   | 5   | 56   |
| 9.      | Mark Loram          | 6   | 8   | 5   | 7   | 12  | 16  | 54   |
| 10.     | Niklas Klingberg    | 4   | 16  | 15  | 8   | 4   | 7   | 54   |
| 11.     | Nicki Pedersen      | 18  | 7   | 7   | 6   | 8   | 6   | 52   |
| 12.     | Carl Stonehewer     | 7   | 5   | 4   | 12  | 6   | 12  | 46   |
| 13.     | Greg Hancock        | 8   | 6   | 5   | 4   | 10  | 10  | 43   |
| 14.     | Rune Holta          | 1   | 2   | 10  | 8   | 15  | 5   | 41   |
| 15.     | Peter Karlsson      | 15  | –   | 8   | 2   | 6   | 8   | 39   |
| 16.     | Grzegorz Walasek    | –   | 10  | 6   | 14  | 4   | –   | 34   |
| 17.     | Henrik Gustafsson   | 20  | 3   | 2   | 3   | 2   | 3   | 33   |
| 18.     | Brian Andersen      | 8   | 5   | 3   | 4   | 1   | 2   | 23   |
| 19.     | Matej Ferjan        | 7   | 7   | 1   | 2   | 3   | 1   | 21   |
| 20.     | Piotr Protasiewicz  | 4   | 6   | 1   | 5   | 2   | 2   | 20   |
| 21.     | Jimmy Nilsen        | 1   | 12  | 7   | –   | –   | –   | 20   |
| 22.     | Andy Smith          | 3   | 1   | 2   | 1   | 1   | 4   | 12   |
| 23.     | Antonín Kasper, Jr. | –   | –   | –   | 3   | 5   | 3   | 11   |
| 24.     | Bohumil Brhel       | –   | –   | –   | 7   | –   | –   | 7    |
| 25.     | Jarosław Hampel     | –   | –   | –   | –   | 7   | –   | 7    |
| 26.     | Andreas Jonsson     | –   | –   | –   | –   | –   | 7   | 7    |
| 27.     | Chris Louis         | 3   | 1   | –   | 1   | –   | 1   | 6    |
| 28.     | Robert Barth        | 6   | –   | –   | –   | –   | –   | 6    |
| 29.     | Hans Clausen        | –   | –   | 6   | –   | –   | –   | 6    |
| 30.     | Krzysztof Cegielski | –   | –   | –   | –   | 5   | –   | 5    |
| 31.     | Martin Dugard       | –   | 4   | –   | –   | –   | –   | 4    |
| 32.     | Stefan Andersson    | –   | –   | –   | –   | –   | 4   | 4    |
| 33.     | Scott Nicholls      | –   | 4   | –   | –   | –   | –   | 4    |
| 34.     | Jesper B. Jensen    | –   | –   | 3   | –   | –   | –   | 3    |
| 35.     | Mirko Wolter        | 2   | –   | –   | –   | –   | –   | 2    |
| Pozíció | Versenyző           | GER | GBR | DEN | CZE | POL | SWE | Pont |

| Szín      | Eredmény                 |
| --------- | ------------------------ |
| Arany     | Győztes                  |
| Ezüst     | 2. helyezett             |
| Bronz     | 3. helyezett             |
| Sötétzöld | 4. helyezett             |
| Zöld      | A középdöntőben kiesett  |
| Fehér     | A selejtezőben kiesett   |
| Piros     | Nem vett részt a futamon |